# Prunoy
Prunoy korábbi község (település) Franciaországban, Saône-et-Loire megyében. 2016. január 1-jén további 13 korábbi községgel egyesült és azokkal együtt Charny Orée de Puisaye új község része lett.
Lakosainak száma 285 fő (2018. január 1.). Prunoy Villefranche, Perreux, Chevillon, Dicy és Charny községekkel határos.

## Népesség
A település népességének változása:
| Lakosok száma | 325  | 297  | 258  | 245  | 252  | 304  | 307  | 297  | 287  | 285  |
|               | 1962 | 1968 | 1975 | 1982 | 1990 | 2008 | 2013 | 2015 | 2017 | 2018 |